# Pena de muerte en Uruguay

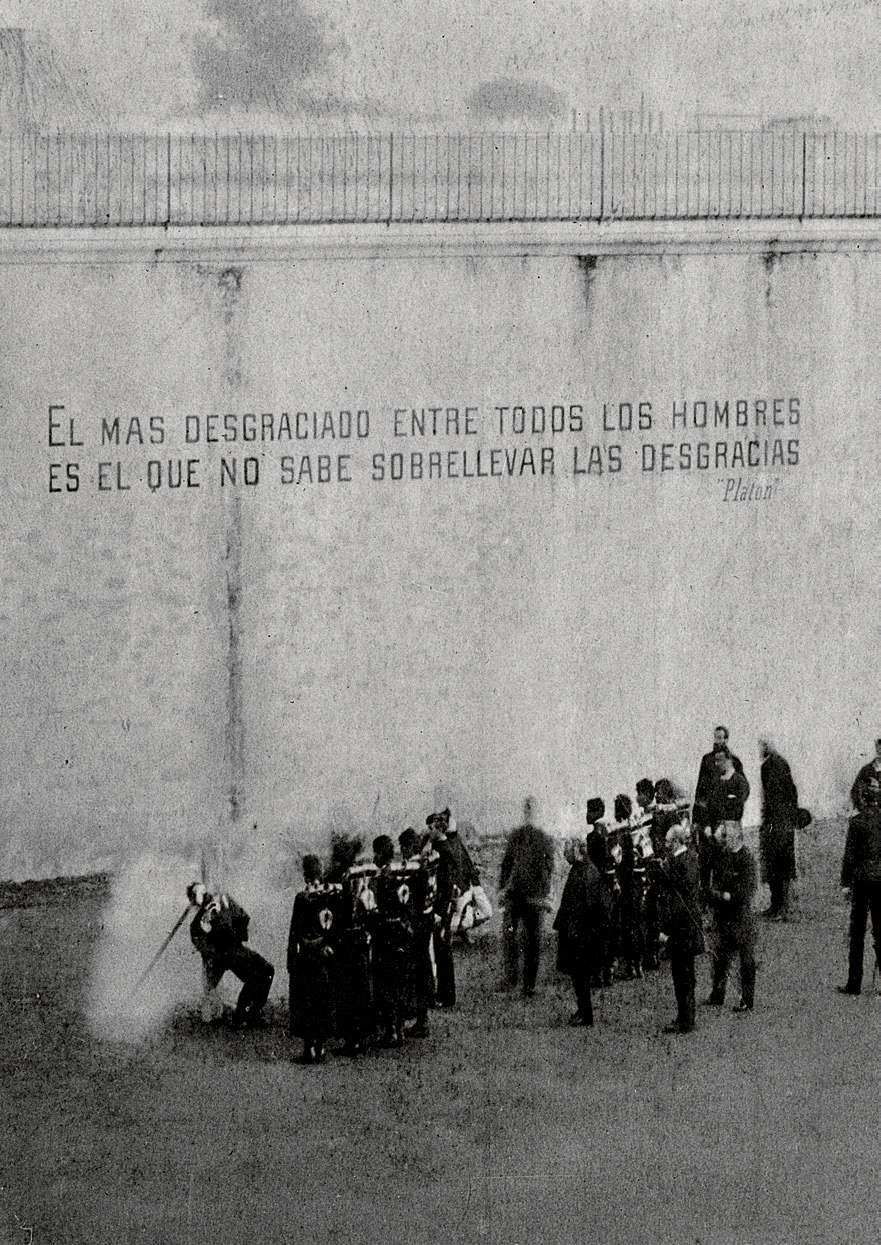
Fotografía que muestra el momento del fusilamiento de los criminales Facundo Luna y Carlos Bejarano en la Cárcel Preventiva, Correccional y Penitenciaria de Montevideo en el año 1892, posteriormente llamada Cárcel de Miguelete. Las ejecuciones se realizaban a la vista de público asistente y numerosos reclusos en el patio de la cárcel. En el muro puede apreciarse la cita de Platón «El más desgraciado entre todos los hombres es aquel que no sabe sobrellevar las desgracias».

La pena de muerte en Uruguay no existe en su ordenamiento jurídico desde 1907, año en que fue abolida por una ley aprobada durante el gobierno de Claudio Williman.

## Historia

### Época de la colonia
La pena de muerte fue aplicada desde la época de la colonización española en el actual territorio de Uruguay. La forma habitual para ejecutarla era el uso de la horca y el fusilamiento para delitos militares o políticos.
A poco de asumir su mandato como gobernador de Montevideo, Agustín de la Rosa, tuvo la iniciativa hacia 1764 de hacer levantar una horca en la plaza actualmente llamada "Constitución" para "afianzar la quietud de la población y atemorizar a la gente inquieta". Ocasionalmente, particularmente cuando se trataba de criminales de raza blanca, la pena de muerte se ejecutaba con el mecanismo conocido como "garrote vil".

### Constitución de 1830
En la primera constitución del naciente estado uruguayo se menciona la pena de muerte en forma implícita en los artículos 26 y 84, regulando las competencias de la cámara de representantes y el indulto presidencial.

Compete a la Cámara de Representantes:

2º El derecho exclusivo de acusar ante el Senado al Jefe Superior del Estado y sus Ministros, a los miembros de ambas Cámaras y de la Alta Corte de Justicia, por delitos de traición, concusión, malversación de fondos públicos, violación de la Constitución, u otros que merezcan pena infamante, o de muerte, después de haber conocido sobre ellos, a petición de parte, o de alguno de sus miembros, y declarado haber lugar a la formación de causa.
Artículo 26 de la Constitución de 1830

El Presidente de la República tendrá la prerrogativa de indultar de la pena capital, previo informe del Tribunal, o Juez, ante quien penda la causa, en los delitos no exceptuados por las leyes, y cuando medien graves y poderosos motivos para ello; también la de no poder ser acusado en el tiempo de su gobierno sino ante la Cámara de Representantes, y por los delitos señalados en el Artículo veintiséis; y la de que esta acusación no pueda hacerse más que durante el ejercicio de sus funciones o un año después, que será el término de su residencia, pasado el cual, nadie podrá ya acusarlo.
Artículo 84 de la Constitución de 1830

### Abolición
Fue abolida por la Ley N.º 3238 del 23 de septiembre de 1907, durante el gobierno de Claudio Williman. La misma establece en su artículo 1º:

Queda abolida la pena de muerte que establece el Código Penal. Queda igualmente abolida la pena de muerte que establece el Código Militar.

Dicha ley era inconstitucional al momento de su promulgación, ya que la Constitución de 1830, que entonces se encontraba vigente, hacía referencias expresas a la pena de muerte en sus artículos 26 y 84 (ver arriba). Pero también es de remarcar que dicha carta magna no preveía ningún sistema que permitiera dejar sin efecto las leyes que se opusieran a ella, como si existe hoy en día (ver Inconstitucionalidad de la ley en Uruguay).
La última ejecución se había llevado a cabo en el departamento de Maldonado el 29 de septiembre de 1902.
Esta ley fue aprobada luego de difíciles debates entre abolicionista y antiabolicionistas, que fueron particularmente arduos respecto a la eliminación de la pena de muerte para delitos militares.
En 1918 la abolición pasó a tener rango constitucional al ser recogida por la carta magna de ese año, en la cual se afirma:

A nadie se le aplicará la pena de muerte.
Artículo 163 de la Constitución de 1918

Todas las constituciones posteriores han mantenido dicha prohibición.